# Mère et enfant
Mère et enfant est un tableau réalisé par Pablo Picasso à l'été 1907 pendant sa période bleue. Cette huile sur toile est le double portrait d'une mère et de son enfant. Elle est aujourd'hui conservée au musée Picasso, à Paris. Il pourrait s'agir des portraits de Fernande Olivier et Raymonde avec pour le visage de Fernande le fameux masque fang Vlaminck que Picasso avait également courant 1906-07 apposé en faisant d'elle une icône du primitivisme du XXe siècle. 

## Expositions
- Le Cubisme, Centre national d'art et de culture Georges-Pompidou, Paris, 2018-2019.